# Acanthoscaphites
Acanthoscaphites – rodzaj amonitów z rzędu Ammonitida
Żył w okresie kredy (mastrycht). Jego skamieniałości znaleziono na terenie Europy.
Gatunki:
- A. tridens
- A. quadrispinosus
- A. (Euroscaphites) varians